# Ambrumesnil
Ambrumesnil é uma comuna francesa na região administrativa da Normandia, no departamento de Sena Marítimo. Estende-se por uma área de 5,14 km². Em 2010 a comuna tinha 484 habitantes (densidade: 94,2 hab./km²).